# Rocco Sabelli
Rocco Sabelli (Agnone, 12 agosto 1954) è un dirigente d'azienda italiano. ex Presidente e amministratore delegato di Sport e Salute, attuale Presidente di Invitalia.

## Biografia
Rocco Sabelli è nato ad Agnone (IS) il 12 agosto 1954.
Dopo aver conseguito la laurea in Ingegneria Chimica presso l'Università La Sapienza di Roma, ha iniziato la sua carriera professionale nello Zuccherificio del Molise.
Successivamente è in GEPI (oggi Invitalia) dove si occupa di fusioni e acquisizioni.
Nel 1985 passa in Ageni, l'agenzia per la riconversione, privatizzazione e dismissione delle aziende del gruppo Eni, come responsabile di fusioni e acquisizioni, sviluppo progetti e pianificazione strategica.
Dal 1990 al 1992, sempre all'interno del Gruppo Eni, diventa amministratore Delegato e Presidente della NUOVA IDENI, finanziaria di partecipazioni industriali.
Nel 1993 passa al Gruppo Telecom Italia come Responsabile Pianificazione e Controllo della Regione Lazio e, dal 1994, Responsabile Pianificazione e Controllo dell'Information Technology nella Divisione Centrale.
Dal 1995 al 1997 ricopre la carica di Responsabile Pianificazione e Controllo in TIM (Telecom Italia Mobile), diventandone Vice Direttore Generale nel 1997 e Direttore Generale nel 1998.
Nel 1999 viene nominato Direttore Mercato Italia Rete Fissa e Internet in Telecom Italia, diventando Responsabile della Business Unit Wireline Services nel periodo 2000-2001.
Nel 2002 è tra i fondatori di Omniainvest di cui diviene amministratore delegato.
Nel 2003 è Amministratore Delegato della finanziaria IMMSI di Roberto Colaninno e Amministratore Delegato della società controllata Piaggio.  In Piaggio il suo ruolo è quello di completare il consolidamento  nel settore delle due ruote con le acquisizioni di Aprilia e Moto Guzzi, di rivitalizzare il business con il lancio di nuovi prodotti (ad esempio il primo scooter a tre ruote MP3), di riorganizzare la filiera dei costi mediante la delocalizzazione di alcune attività produttive, di rendere la Piaggio un brand internazionale, presente in tre continenti (Nordamerica, Europa, Asia), e di quotare l'azienda in borsa nel 2006.
Lascia nel 2006 a ristrutturazione e quotazione completate, con la Piaggio in utile di oltre 70 milioni rispetto ad una perdita di 138 milioni nel 2003 (fonte: bilancio Piaggio).
Nel 2008 viene scelto come Amministratore Delegato di Alitalia - Compagnia Aerea Italiana per portare a termine il piano Fenice, il progetto di salvataggio e rilancio di Alitalia messo a punto da Banca Intesa nell'estate 2008 su incarico del governo italiano. I principali obiettivi per l'implementazione del piano sono: la ricerca del gruppo di investitori (tra luglio e dicembre 2008), acquisizione del ramo aziendale e di Air One (dicembre 2008), accordo con i sindacati e il governo (novembre 2008), partnership e accordo con Air France-KLM (2009).
Si dimette dalla carica di Amministratore Delegato di Alitalia a febbraio 2012 lasciando la società in pareggio operativo nel IV trimestre 2011.
Nel 2013 collabora al libro Scacchi e strategie aziendali con Luca Desiata e Anatolij Karpov.
Dall'aprile 2019 è presidente e amministratore delegato di Sport e Salute S.p.A. società in-house del Ministero dell'economia e delle finanze di cui è unico azionista. Sabelli il 19 dicembre dello stesso anno si dimette a causa di contrasti con il ministro dello Sport Vincenzo Spadafora.